# Inno-Hit
La Inno-Hit S.p.A. (oppure Inno Hit S.p.A.) è un'azienda italiana, dedita alla progettazione, costruzione e commercializzazione di oggetti di elettronica di consumo. È adesso un marchio di proprietà di terzi.
Inno-Hit significa innovazione italiana.
Il suo nome deriva dalla crasi fra i nomi delle due aziende fondatrici: la milanese Elektromarket Innovazione da una parte, e la giapponese Hitachi dall’altra. Il suo logo è la stilizzazione di un atomo.

## Storia

### Le origini e gli anni settanta
Con l'obiettivo, comune ad altre aziende asiatiche di elettronica, di penetrare - negli anni settanta - i mercati europei con prodotti adatti al pubblico occidentale, la Hitachi stabilì un accordo commerciale con quello che già era il proprio storico agente generale per l'Italia: la società di Milano Elektromarket Innovazione, con sede in corso Italia al numero 13. L'accordo era finalizzato a vendere sul mercato italiano prodotti concepiti espressamente per la clientela di questo paese; in base a tale idea, la progettazione dei prodotti, appartenenti alla fascia economico-media, sarebbe stata effettuata congiuntamente dalle due realtà aziendali, mentre ad Hitachi sarebbe spettata la costruzione. Della distribuzione nel mercato nazionale si sarebbe occupata Elektromarket Innovazione S.p.A. . Nella scelta del nome, per distinguersi dai prodotti Hitachi, vennero estratti nuovi termini dalle denominazioni delle due aziende; la parte di derivazione italiana (Inno da Elektromarket Innovazione) fu anteposta a quella giapponese (Hit di Hitachi) a significare la natura occidentale dei prodotti. Associando le due parole attraverso un trattino, fu quindi coniato il nome composto Inno-Hit, come vera e propria nuova realtà aziendale.
Tale operazione fu condotta dal rag. Sax, allora responsabile amministrativo e da Luciano Bedetti allora capo del servizio tecnico per l'Italia.
Numerosi i prodotti lanciati, fra cui le prime console da gioco (L'Inno-Hit Sportron e il chip AY-3-8500), televisori, radio di diverse tipologie, piccoli elettrodomestici ed altri prodotti di elettronica di consumo. Vengono prodotti anche diversi CB (fra cui il CB1000). Oggetti assemblati ad Hong Kong o in Taiwan per la distribuzione sul mercato italiano.

### Gli anni ottanta e la chiusura
Alla fine degli anni settanta, l'architettura aziendale muta; mentre la produzione resta orientale, in un tentativo di aprirsi anche ai primi personal computer e prodotti informatici. Per la progettazione Hitachi decide di riprendere il reparto, affidandosi, nel corso del 1979, alla Ditron S.p.A. di Milano, già importatrice di alcuni prodotti informatici. L'azienda milanese, che nei propri laboratori in centro città, viale Certosa 138, aprirà una "divisione Inno-Hit", si occuperà soprattutto della distribuzione dei prodotti, molti dei quali di piccola elettronica (ricetrasmittenti portatili quale l’rt923, giradischi, mangiadischi per bambini - come il play/go disco,  radio, radioline a doppia banda am/fm - fra cui la rm-044, orologi da polso e videogiochi portatili, etc.). Sarà questo il periodo di massima espansione dell'azienda; accompagnata da una campagna pubblicitaria insistente sulle riviste sia di settore che generaliste dell'epoca, con una politica di prezzi aggressiva, Inno-Hit riuscirà a mantenere posizioni nel mercato fino ai primi anni 90.

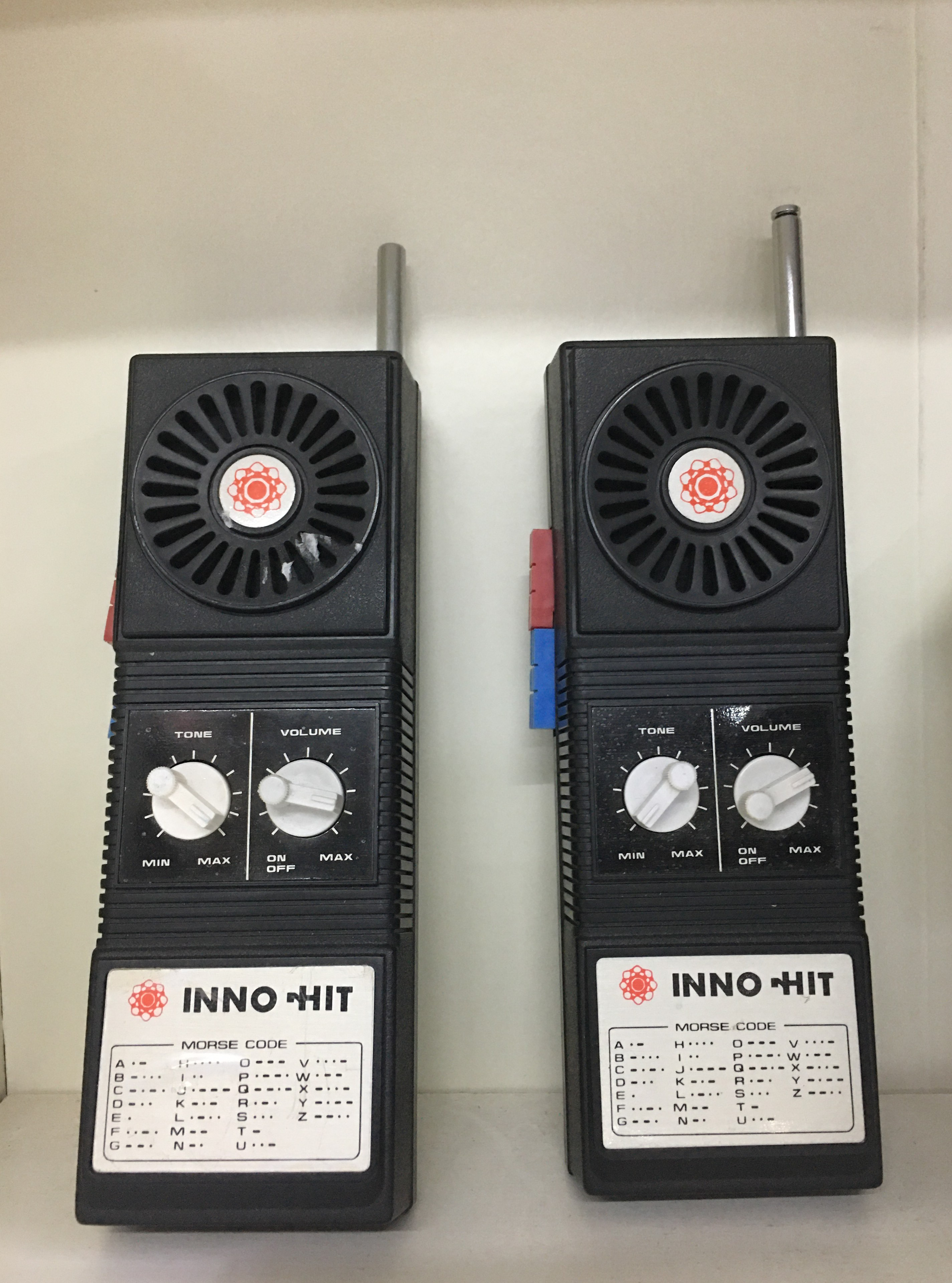
Coppia di walkie talkie prodotti dalla Inno-Hit

A causa della pressione del mercato, la Ditron S.p.A., (che nel 1995 incorporerà proprio Elektromarket Innovazione S.p.A., trasferitasi nel frattempo in via Nino Bixio, 45), muterà prospettive aziendali, lasciando il marchio Inno-Hit che cesserà di esistere come realtà aziendale nella seconda metà degli anni novanta.

## Il marchio Inno-Hit
In tale periodo, il marchio Inno-Hit fu rilevato dal gruppo Atig Service di Vicenza, apparendo nuovamente - fino al secondo decennio degli anni 2000 - su prodotti importati quali smartwatch, smartphone, fino al sistema operativo Android Kitkat  nonché televisori crt e, successivamente, lcd. Nella prima metà degli anni 2000, il marchio viene utilizzato anche dal gruppo turco Vestel, che, attraverso la Vestel Italy, con sede a Grandate e - successivamente - a Montano Lucino ne fa un marchio di punta distribuendo oltre 2.000.000 di televisori.
Dal 2016 al 2018 il marchio viene utilizzato dalla Cinese Skyworth per il mercato Italiano e Spagnolo.
Dal 2013 il marchio Inno-Hit è di proprietà della società Maltese T. Manufacturing, che ne promuove l'utilizzo in tutto il mondo. Dal 2024 tramite un accordo con Samsung, Inno-Hit è in grado di utilizzare il sistema operativo Tizen sui propri televisori.

## Sponsorizzazioni
Al pari di altre aziende di elettronica, negli anni ottanta anche Inno-Hit si legò ad alcuni team sportivi attraverso gli allora emergenti contratti di sponsorizzazione. Il più noto è quello con l'Inter per la stagione 1981-1982.
Nel 2022 si lega alla società calcistica maltese Żejtun Corinthians Football Club, club militante nella First Division maltese per la stagione 2022-2023.
A partire dalla stagione 2025, Inno-Hit è sponsor ufficiale del team BeDriver nella Porsche Carrera Cup Italia. Questa collaborazione segna un’importante presenza del marchio nel mondo delle competizioni automobilistiche, rafforzando il legame tra innovazione tecnologica e prestazioni sportive.